# Fußball-Landesliga Südbaden
Die Fußball-Landesliga Südbaden (bestehend aus drei Staffeln) ist die zweithöchste Liga im Männerfußball des Südbadischen Fußballverbandes und gemäß Landesligen nach DFB-Landesverbänden die siebthöchste Liga im deutschen Ligasystem. Sie ist neben der Landesliga Baden und der Landesliga Württemberg eine von drei Landesligen in Baden-Württemberg.
Die Meister der drei Staffeln der Landesliga Südbaden steigen automatisch in die Verbandsliga Südbaden auf. Die drei Vizemeister nehmen an einer Aufstiegsrunde zur Verbandsliga teil, in der jeder einmal gegen die anderen spielt; der Erstplatzierte steigt auf. Gibt es mehr Absteiger aus der Verbandsliga und Aufsteiger aus den Bezirksligen als Absteiger in die Bezirksliga und Aufsteiger in die Verbandsliga, so erhöht sich die Anzahl der Mannschaften, wodurch es in der folgenden Spielzeit zu einer höheren Anzahl an Absteigern kommen kann.

## Geschichte
Die Landesliga Südbaden wurde ab der Saison 1978/79 ins Leben gerufen. Vorgänger war die II. Amateurliga Südbaden die ebenfalls in 3 Staffeln gespielt wurden.

## Gliederung
Die Staffeln sind nach regionalen Gesichtspunkten gegliedert, wobei jeweils zwei Verbandsbezirke eine Landesliga-Staffel bilden:

### Landesliga Südbaden Staffel 1
In der Landesliga Südbaden Staffel 1 spielen die Fußballvereine der Bezirke Baden-Baden und Offenburg.

### Landesliga Südbaden Staffel 2
In der Landesliga Südbaden Staffel 2 spielen die Fußballvereine der Bezirke Freiburg und Hochrhein.

### Landesliga Südbaden Staffel 3
In der Landesliga Südbaden Staffel 3 spielen die Fußballvereine der Bezirke Schwarzwald und Bodensee.

## Auf- und Abstiegsregelung
Von 1979 bis 1988 sind nur die drei Staffel-Meister direkt in die Verbandsliga aufgestiegen. Seit der Saison 1989/90 bestreiten die drei Vizemeister eine einfache Punkterunde, deren Sieger neben den drei Meistern als vierter Aufsteiger in die Verbandsliga aufsteigt.
Die letzten zwei Mannschaften der Landesliga steigen direkt in die Bezirksliga ab. Der Drittletzte steigt ebenfalls ab, wenn der Vizemeister die Relegation zur Verbandsliga nicht gewinnt. Sollten aus der Verbandsliga mehr Teams in eine Staffel absteigen, als die Anzahl der Verbandsliga-Aufsteiger dieser Staffel (Meister und ggf. der Vizemeister), so kann es in der Staffel weitere Absteiger treffen. Die maximale Anzahl an Absteigern ist jedoch auf 5 begrenzt.

## Meister seit 1978/1979
| Jahr | Staffel 1           | Staffel 2                   | Staffel 3                              | Gewinner der Aufstiegsrunde            |
| ---- | ------------------- | --------------------------- | -------------------------------------- | -------------------------------------- |
| 1979 | FC Durmersheim      | FV Lörrach                  | FC Neustadt                            | –                                      |
| 1980 | Offenburger FV II   | Freiburger FC Amat.         | FC Radolfzell                          | –                                      |
| 1981 | SV Linx             | TuS Lörrach-Stetten         | ESV Südstern Singen                    | –                                      |
| 1982 | SV Sinzheim         | SC Reute                    | FC Radolfzell                          | –                                      |
| 1983 | FV Kehl             | SC Freiburg Amat            | ESV Südstern Singen                    | –                                      |
| 1984 | SV Hausach          | FC Emmendingen              | FV Donaueschingen                      | –                                      |
| 1985 | SV Bühlertal        | Freiburger FC II            | FC Radolfzell                          | –                                      |
| 1986 | SC Friesenheim      | SC Reute                    | FC Furtwangen                          | –                                      |
| 1987 | FV Kehl             | SV Kirchzarten              | FC Konstanz 1900                       | –                                      |
| 1988 | SV Oberkirch        | FC Steinen-Höllstein        | FV Donaueschingen                      | –                                      |
| 1989 | Offenburger FV II   | FV Lörrach                  | VfR Stockach                           | –                                      |
| 1990 | FV Kehl             | FC Denzlingen               | ESV Südstern Singen                    | SV Kirchzarten (LL2)                   |
| 1991 | SV Stadelhofen      | SV Endingen                 | FC Konstanz                            | SV Oberweier (LL1)                     |
| 1992 | VfR Achern          | SV Weil                     | FV St. Georgen                         | SV 08 Laufenburg (LL2)                 |
| 1993 | SV Stadelhofen      | FC Teningen                 | Rot-Weiß Salem                         | FC Denzlingen (LL2)                    |
| 1994 | SC Friesenheim      | SC Freiburg Amat.           | FC Singen 04                           | SV Kirchzarten (LL2)                   |
| 1995 | SV Oberkirch        | FV Herbolzheim              | Rot-Weiß Salem                         | TuS Blumberg (LL3)                     |
| 1996 | SV Kuppenheim       | SV Kappel                   | SV Litzelstetten                       | SV Endingen (LL2)                      |
| 1997 | Lahrer FV 03        | Bahlinger SC II             | SC Gottmadingen-Bietingen              | SV Hausach (LL1)                       |
| 1998 | SV Stadelhofen      | SV Kirchzarten              | FC Neustadt                            | SV Kuppenheim (LL1)                    |
| 1999 | SV Oberweier        | SV Laufenburg               | SC Pfullendorf II                      | FC Welschingen-Binningen (LL3)         |
| 2000 | FC Rastatt 04       | SV Endingen                 | DJK Villingen                          | Freiburger FC (LL2)                    |
| 2001 | Kehler FV           | FC Bötzingen                | FC Konstanz                            | Offenburger FV (LL1)                   |
| 2002 | SV Rust             | FV Herbolzheim              | FC Singen 04                           | SV 08 Laufenburg (LL2)                 |
| 2003 | SV Au am Rhein      | FC Wehr                     | FC Bad Dürrheim                        | Kehler FV (LL1)                        |
| 2004 | VfB Bühl            | FC Bötzingen                | SC Pfullendorf II                      | SV Weil (LL2)                          |
| 2005 | SV Stadelhofen      | FC Denzlingen               | FC Wollmatingen                        | VfR Hausen (LL2)                       |
| 2006 | Kehler FV           | FC Bötzingen                | FV Donaueschingen                      | FV Gamshurst (LL1)                     |
| 2007 | SV Kuppenheim       | FC Wehr                     | DJK Villingen                          | FC Rastatt 04 (LL1)                    |
| 2008 | SV Oberkirch        | SV Endingen                 | FC Konstanz                            | SF Elzach-Yach (LL2)                   |
| 2009 | FV Schutterwald     | SV Kirchzarten              | FC Singen 04                           | SV Oberachern (LL1)                    |
| 2010 | SC Hofstetten       | SV Waldkirch                | FV Donaueschingen                      | FC Radolfzell (LL3)                    |
| 2011 | 1. SV Mörsch        | SV Endingen                 | FC Bad Dürrheim                        | FC Emmendingen (LL2)                   |
| 2012 | Lahrer FV 03        | SV Rhodia Freiburg          | SpVgg Frickingen/Altheim/Lippertsreute | Freiburger FC (LL2)                    |
| 2013 | SV Kuppenheim       | SC Wyhl                     | FC Radolfzell                          | FC Bad Dürrheim (LL3)                  |
| 2014 | SV Bühlertal        | FC Freiburg-St. Georgen     | 1. FC Rielasingen-Arlen                | SC Offenburg (LL1)                     |
| 2015 | VfB Bühl            | FC Auggen                   | SpVgg Frickingen/Altheim/Lippertsreute | Lahrer FV (LL1)                        |
| 2016 | 1. SV Mörsch        | FC Denzlingen               | FC Neustadt/Schw.                      | SV Stadelhofen (LL1)                   |
| 2017 | SC Hofstetten       | FV Lörrach                  | FC Radolfzell                          | FC Singen 04 (LL3)                     |
| 2018 | TuS Oppenau         | SV Waldkirch                | SC Pfullendorf                         | FSV RW Stegen (LL2)                    |
| 2019 | SV Bühlertal        | FC Teningen                 | DJK Donaueschingen                     | SV Weil (LL2)                          |
| 2020 | SC Durbachtal       | Spfr. Elzach-Yach           | FC 08 Villingen II                     | (keine Relegation wg. Corona-Pandemie) |
| 2022 | SC Hofstetten       | Bahlinger SC II             | FC Singen 04                           | FV RW Elchesheim (LL1)                 |
| 2023 | SV Stadelhofen      | VfR Hausen                  | DJK Donaueschingen                     | SC Konstanz-Wollmatingen (LL3)         |
| 2024 | SC Durbachtal       | FC Waldkirch                | Türkischer SV Singen                   | ESV Südstern Singen (LL3)              |
| 2025 | SV Niederschopfheim | FC Wolfenweiler-Schallstadt | FC Rot-Weiß Salem                      | SV Laufenburg (LL2)                    |